# The Village Voice
The Village Voice, ibland förkortat The Voice, var en amerikansk tidning som kom ut en gång i veckan och som fokuserade på det som hände i New York. Tidningen grundades i oktober 1955 av Dan Wolf, Ed Fancher och Norman Mailer. Tidningen slutade tryckas under 2017, men fortsatte med publicering på internet fram till den 31 augusti 2018.